# Praia das Maçãs (José Malhoa)
Praia das Maçãs é um quadro do pintor português José Malhoa, criado em 1918, retratando a estância balnear do mesmo nome. Pintura a óleo sobre madeira, mede 69 cm de altura e 87 cm de largura.
O quadro está no Museu do Chiado de Lisboa.